# Duftwolke
Duftwolke, auch 'Fragrant Cloud' oder 'Nuage Parfumé', ist eine Kulturrose und wurde von Mathias Tantau jun. (D) 1963 eingeführt. Sie ist ein Abkömmling von 'Primaballerina' und wurde zu einer der verbreitetsten Teehybriden.

## Eigenschaften und Verwendung
Ihre dunkelroten Knospen sind edel geformt, sie blühen korallenrot auf und duften fruchtig und intensiv. Die während der ganzen Saison auftretenden Blüten erreichen einen Durchmesser von etwa 13 cm. Sie wachsen meist in Büscheln von 3 bis 7 Blüten, haben eher kurze Stiele, halten sich aber gut in der Vase.
'Duftwolke' hat robustes, glänzendes Laub und wächst schnell bis 150 cm hoch. Sie ist eine moderne Rose, wird oft als Edelrose gehandelt und wird meist in Gruppenpflanzungen oder aber auch Kübelpflanze gehalten. Sie wird als Halb-Stammrose und Stamm-Rose angeboten, ist bis −15 °C frosthart (USDA-Zone 7b), toleriert Halbschatten, ist aber etwas mehltauanfällig.
'Duftwolke' ist eine weltweit bekannte Rose und wichtige Elternsorte für weitere Züchtungen.

## Auszeichnungen
- NRS Gold 1963 (National Rose Society of England)
- ADR-Rose 1964
- Portland Gold Medaille 1967
- Duftrosenmedaille 1967
- Weltrose 1981